# Frederik II van Legnica
Frederik II van Legnica bijgenaamd de Grote (Liegnitz (Legnica),  12 februari 1480 - aldaar, 17 september 1547) was vanaf 1488 hertog van Liegnitz (Legnica) en vanaf 1521 hertog van Brieg (Brzeg). Hij behoorde tot het huis Piasten.

## Levensloop
Frederik II was de tweede zoon van hertog Frederik I van Liegnitz en Ludmila van Podiebrad, dochter van koning van Bohemen George van Podiebrad.
Na de dood van zijn vader in 1488 volgde Frederik II hem samen met zijn oudere broer Jan II en zijn jongere broer George I op als hertog van Liegnitz, Haynau (Chojnów) en Lüben (Lubin). Omdat de drie broers nog minderjarig waren, kwamen ze onder het regentschap van hun moeder Ludmila, die de hertogdommen Brieg en Ohlau (Oława) erfde. Het was in die periode dat de drie jonge hertogen een tijd in Praag verbleven, aan het hof van koning Wladislaus II van Bohemen.
Na de vroege dood van zijn oudste zoon Jan in 1495, werd Frederik II officieel het hoofd van de tak van zijn dynastie maar bleef samen met zijn jongere broer George I nog tot in 1498 onder het regentschap van hun moeder. In 1498 werd Frederik II officieel volwassen verklaard en begon hij officieel over het hertogdom Liegnitz te regeren. In 1505 werd ook zijn broer George I volwassen verklaard, waarna de broers beslisten om hun rijk onderling te verdelen. Frederik II behield Liegnitz, Haynau en Ohlau, terwijl George I Brieg en Lüben kreeg toegewezen. 
In 1507 maakte Frederik II een pelgrimstocht naar het Heilige Land, waar hij tot ridder in de Orde van het Heilig Graf zou zijn geslagen. In de periode 1516-1526 was ook gouverneur van Neder-Silezië. 
Nadat zijn broer George I in 1521 kinderloos overleed, erfde Frederik II het hertogdom Brieg, terwijl het hertogdom Lüben in handen bleef van Georges weduwe. Zowel deze erfenis als de verovering van de stad Wohlau in 1523 zorgden ervoor dat zijn financiën toenamen en dat zijn domeinen een periode van welvaart beleefden. Hetzelfde jaar bemiddelde hij tussen grootmeester van de Duitse Orde Albrecht van Brandenburg-Ansbach en koning Sigismund I van Polen in verband met hun conflict over het bezit van de Duitse Ordestaat. In 1525 werd daarop beslist om uit deze staat het seculiere hertogdom Pruisen op te richten, dat Albrecht zou gaan regeren onder Poolse soevereiniteit. 
Vanaf 1523 was Frederik een hevige voorstander van de Reformatie en in 1526 richtte hij de eerste protestantse universiteit van Liegnitz op. Uiteindelijk zou het door het conflict tussen Maarten Luther en Caspar Schwenkfeld tot in 1530 duren voordat de universiteit opende. Ondanks dat Frederik II zich tot het protestantisme bekeerde, moedigde hij zijn bevolking aan om zelf uit te maken  tot welke religie ze wilden behoren. Tijdens zijn regering werkte hij er ook aan om de orde en netheid in zijn steden te behouden door openbare verlichting en geplaveide straten aan te leggen. 
Zijn verwezenlijkingen verbeterden ook de landsverdediging van zijn hertogdommen. In zijn wens om het uitzicht van Liegnitz te veranderen, liet hij verschillende kapellen en kerken beveiligen met stadswallen en forten. De 15 kerken en kapellen die zich in meerdere buitenwijken van Liegnitz bevonden, liet hij daardoor afbreken. Ook stichtte Frederik II samen met zijn vrouw Sophia een bronzen leger dat de stad moest verdedigen. 
Van 1540 tot 1544 had Frederik II in leen het hertogdom Glogau in bezit. In 1542 kreeg hij dan weer van zijn neven George II, Hendrik II, Joachim en Jan van Podiebrad het hertogdom Münsterberg (Ziębice) toegewezen. Dit laatste hertogdom werd na zijn dood in 1547 ingenomen door Ferdinand I van Habsburg.

## Huwelijken en nakomelingen
Op 21 november 1515 huwde hij met Elisabeth van Polen (1482-1517), dochter van koning Casimir IV van Polen. Ze kregen een dochter:
- Hedwig (1517), doodgeboren

Na de dood van zijn eerste vrouw hertrouwde hij op 14 november 1519 met Sophia van Brandenburg-Ansbach-Kulmbach (1485-1537), dochter van markgraaf Frederik I van Brandenburg-Ansbach en een nicht van zijn eerste echtgenote. Ze kregen drie kinderen:
- Frederik III (1520-1570), hertog van Liegnitz
- George II (1523-1586), hertog van Brieg
- Sophia (1525-1546), huwde in 1545 met keurvorst Johan George van Brandenburg